# Església de Sant Julià de Cerdanyola
L'església de Sant Julià de Cerdanyola és una església situada al nucli de Sant Julià de Cerdanyola, a l'Alt Berguedà. Ha estat inventariada com a patrimoni immoble al mapa de patrimoni de la Generalitat de Catalunya amb el número d'inventari IPAC-3407. La seva titularitat és eclesiàstica i s'utilitza per al culte catòlic.

## Situació geogràfica i entorn
L'església de Sant Julià de Cerdanyola està al centre del poble homònim. Al voltant del temple, s'ha format una plaça de forma molt irregular, aplegant un seguit de cases rurals típiques d'aquesta zona de muntanya.

## Descripció i característiques
L'església de Sant Julià és un edifici d'una nau rectangular, coberta a doble vessant i amb elegant i massís campanar de planta gairebé quadrat, rematat per uns elements decoratius amb volutes i dividit en registres per unes cornises. Tota l'església, traspua una gran rusticitat, sobretot pel fet que, a l'exterior, té tota la pedra vista.

## Història
L'església de Sant Julià de Cerdanyola, era una de les moltes possessions del veí Monestir de Sant Llorenç prop Bagà. L'església fou consagrada l'any 1106 pel Bisbe Ot de la Seu d'Urgell.
L'església fou víctima de les rivalitats entre els homes de la Baronia de Pinós, els quals hagueren de pagar mil sous al rector de Sant Julià pels danys causats en cremar l'església i destruir els seus béns.
El temple fou transformat radicalment el segle xviii. Aquell mateix segle, el batlle de Cerdanyola exigí al monestir de Sant Llorenç un sacerdot resident per a Sant Julià, que tingués cura de les seves ànimes.